# Ernest Anselin
Pour les articles homonymes, voir Anselin.
Ernest François Amédée Anselin, né le 16 janvier 1861 à Chambon-sur-Voueize et mort au combat le 24 octobre 1916 à Fleury-devant-Douaumont, est un officier général français.
C'est l'un des 42 généraux français morts au combat durant la Première Guerre mondiale.

## Biographie
Ernest Anselin naît le 16 janvier 1861 à Chambon-sur-Voueize (Creuse), il est le fils d'un maréchal des logis de gendarmerie, François Jules Anselin et de Marguerite Malvina Dubuche.

### Carrière militaire
Il intègre l'École spéciale militaire de Saint-Cyr en 1880 (promotion des Kroumirs).
En 1882, il en sort 19e sur 271 élèves et intègre la cavalerie.
Le 1er octobre 1882, il entre à l'École d'application de la cavalerie jusqu'au 1er septembre 1883, il est 17e sur 71 au classement de sa promotion avec la note « très bien ».
Il est promu au grade de sous-lieutenant en sortie de ce cursus et est affecté au 3e régiment de chasseurs d'Afrique le 20 septembre 1883.
Il fait campagne en Algérie du 1er novembre de cette année-là jusqu'au 10 février 1887.
Il devient lieutenant le 13 janvier 1887 et placé au 5e régiment de chasseurs d'Afrique à cette date.
Il se marie à Sainte-Gemme, le 7 novembre 1887, avec Hortense Louise Boullier.
Il intègre l'École supérieure de guerre en 1890, il est breveté d'état major en 1892, se classant 21e sur 81 avec la mention « très bien ».
Il est transféré au 17e régiment de chasseurs à cheval au 19 novembre 1892 et, est stagiaire à l'état major de la 7e division d'infanterie dans le même temps, il exerce ces fonctions jusqu'au 7 novembre 1894.
Il est élevé au rang de capitaine le 9 juillet 1893 et devient stagiaire à l'état major du commandement de la subdivision de Cleman, division d'Oran au 7 novembre 1894.
Il reprend un service actif en Algérie du 9 décembre 1894 au 28 janvier 1898 et devient ensuite officier d'ordonnance du général commandant la 2e brigade d'Alger et la subdivision de Cleman le 6 février 1895.
Il est promu capitaine commandant et affecté au 3e régiment de dragons le 30 décembre 1897.
Il est fait chevalier de l'ordre de la Légion d'honneur le 10 juillet 1899.
Il est officier d'ordonnance du ministre de la guerre d'alors, le général André, du 1er septembre 1900 au 30 décembre 1901, date à laquelle il est promu chef d'escadron et affecté au 25e régiment de dragons.
Il devient lieutenant-colonel le 30 décembre 1902 et est transféré au 27e régiment de dragons, il exerce dans le même temps la fonction de sous-chef de cabinet du ministre de la Guerre Berteaux.
Il devient colonel le 10 novembre 1905 et prend le commandement du 13e régiment de cuirassiers.
Il est ensuite placé en activité hors-cadre comme sous-directeur à la 2e direction du ministère de la Guerre du 19 octobre au 22 décembre 1906.
À cette date, il prend le commandement du 14e régiment de dragons, puis successivement celui du 3e régiment de cuirassiers au 23 juin 1908 et du 1er régiment de cuirassiers au 25 mars 1909.
Il occupe ce poste jusqu'au 19 janvier 1912, date à laquelle il devient le directeur de l'École d'application de la cavalerie.
Il est ensuite directeur de la cavalerie au 1er mai 1913, poste qu'il occupe en parallèle avec divers autres : celui de commandant du 23e régiment de dragons à partir du 9 mai, celui de membre de l'état major particulier du ministre de la Guerre au 1er juillet et celui de membre de l'état major général de l'armée au 30 octobre 1913.
Il est promu général de brigade à cette date et promu au grade d'officier de la Légion d'honneur le 11 juillet 1914.

### Première Guerre mondiale et mort au combat

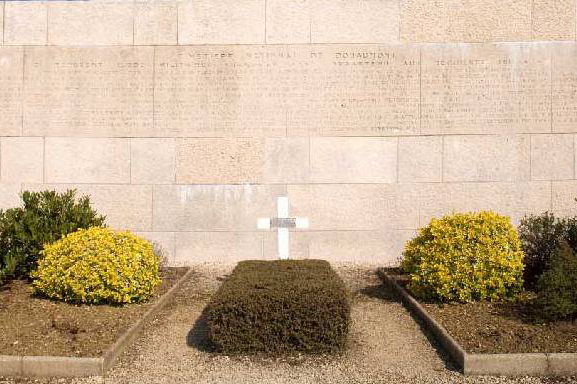
La tombe du général, numérotée « 1 », au pied de l'escalier d'honneur de l'ossuaire de Douaumont.

Il exerce toujours ce poste de directeur de la cavalerie lorsque la guerre éclate mais ne souhaitant pas rester au ministère alors que le conflit faisait rage, il demande à être affecté à une unité combattante, sa demande est satisfaite et il est nommé commandant de la 214e brigade d'infanterie de la 133e division du général Passaga en juillet 1916.
Il est tué par un éclat d'obus à la poudrière de Fleury-devant-Douaumont près de son poste de commandement pendant la préparation de l'attaque sur le fort de Douaumont le 24 octobre 1916 , pendant la bataille de Verdun.
Il est enterré aussitôt après sa mort dans un cimetière provisoire non loin de là.
Reconnu « mort pour la France », son cercueil est transféré en 1948 au cimetière militaire de Douaumont, où il demeure encore aujourd'hui ,.

Le général Nivelle lui fait attribuer une citation à l'ordre de la 2e armée le 2 novembre 1916 :

« Officier général remarquable par ses qualités de soldat et de chef, tombé glorieusement au cours d'une reconnaissance pendant l'attaque imminente pour la reprise du fort de Douaumont. »

Le général Passaga écrira à sa veuve : « Sa mort a été vengée par le succès éclatant que vous savez ; la brigade Anselin a précédé toutes les autres troupes en avant du fort de Douaumont. Ce haut fait était le plus bel hommage que nos braves enfants pouvaient rendre à la mémoire de leur chef bien-aimé. »

## Distinctions
- Officier de la Légion d'honneur (11 juillet 1914)[8]
- Croix de guerre 1914–1918, palme de bronze (une citation à l'ordre de l'armée - à titre posthume)

## Postérité
Son nom est inscrit au monument des Généraux morts au Champ d'Honneur 1914-1918 de l'église Saint-Louis à l'hôtel des Invalides de Paris.
Il existe une rue du Général-Anselin et un square du Général-Anselin dans le 16e arrondissement de Paris.